# Abraham (Bischof)

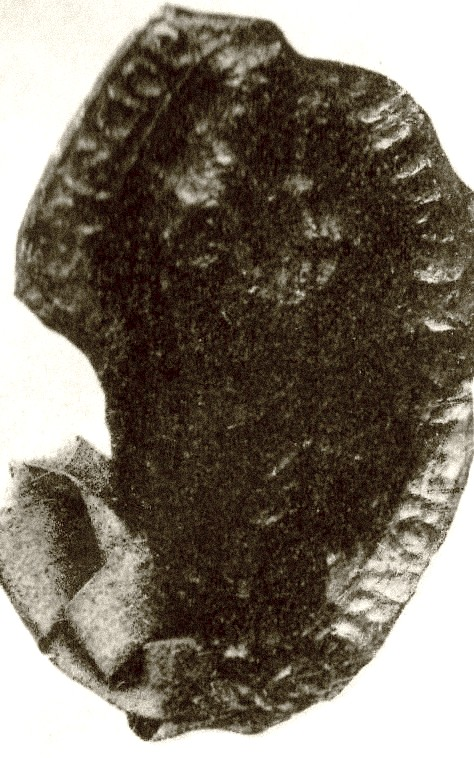
Siegel von Bischof Abraham

Abraham (auch Abraham of Strathearn) († zwischen 1220 und 1225) war ein schottischer Geistlicher. Vor 1214 wurde er Bischof von Dunblane.
Abraham soll ein Sohn eines Priesters gewesen sein und selbst einen Sohn namens Arthur gehabt haben. Er diente ab den 1190er Jahren als Kaplan von Gille Brigte, 3. Earl of Strathearn und bezeugte zahlreiche von dessen Urkunden. Die Earls of Strathearn waren zu dieser Zeit Patronatsherren des Bistums Dunblane, und 1211 oder 1212 wurde Abraham wohl aufgrund des Einflusses des Earls zum Bischof der Diözese gewählt und von William Malveisin, Bischof von St Andrews, zum Bischof geweiht. Auch als Bischof bezeugte Abraham weiterhin zahlreiche Urkunden von Earl Gilbert sowie von Inchaffrey Abbey, die von Earl Gilbert gestiftet worden war. Abraham wurde aber auch mehrmals von der Kurie beauftragt, in geistlichen Konflikten als Richter zu entscheiden. Er gehörte auch zu den vier Bischöfen, die die Mörder von Bischof Adam of Caithness exkommunizieren sollten. Nach dem Tod von Earl Gilbert 1223 musste sein Sohn und Erbe Robert 1224 in der Kirche von Blackford vor Bischof Abraham schwören, dass er die sehr großzügigen Schenkungen seines Vaters an Inchaffray Abbey anerkannte. Das Todesjahr von Abraham ist unbekannt. Er wird letztmals im Februar 1220 erwähnt, 1225 wurde die Eignung eines neuen Bischofs überprüft.